# Orde van Trouw aan het Koninklijke Huis van Kedah
De Orde van Trouw aan het Koninklijke Huis van Kedah, ook "Dato Setia DiRajah Kedah Yang Amat Mulia", "Orde van Trouw aan het Koninklije Huis Diraja" genoemd, werd op 21 september 1964 ingesteld en heeft drie graden.
- Grootcommandeur of "Dato Setia DiRajah Kedah"  De dragers, Datuks genoemd, mogen de letters "DSDK" achter hun naam dragen en worden, als ze dat al niet zijn, in de adelstand opgenomen.

- Commandeur of "Darjah Seri Setia DiRajah Kedah". De dragers, Datuks genoemd, mogen de letters "SSDK" achter hun naam dragen en worden, als ze dat al niet zijn, in de adelstand opgenomen.

- Companion of "Setia DiRajah". De dragers, Datuks genoemd, mogen de letters "SDK" achter hun naam dragen.

## Versierselen
De zilveren ster met vijf punten is op een gouden ster met vijf punten gelegd. In het midden bevindt zich een blauwe vijfhoekige ster geplaatst.